# Денис Теліщук
Денис Теліщук (4 вересня 1885, с. Завалів, нині Підгаєцький район — 28 січня 1952, Потьма (Зубово-Полянського району), нині РФ) — український священник, капелан УГА, в'язень ГУЛАГу.

## Життєпис
Теліщук Денис народився 4 вересня 1885 року в селі Завалів колишнього Підгаєцького повіту на Тернопільщині в бідній селянській сім'ї. Початкову школу закінчив у своєму селі. Як здібного і обдарованого учня його направляють на навчання Бережанську гімназію. Заробляв на прожиття репетиторством. Його учителем і добрим наставником був Богдан Лепкий.
У Завалові організував молодь до роботи в читальні «Просвіта». Сам мав гарний голос і вчив молодь співати українських пісень. Після закінчення гімназії поступив до Львівської духовної Академії.
У 1911 році митрополит Андрей Шептицький висвятив його на священника. Був одружений з учителькою Марією Лопатинською. Першою його парафією було село Отиневичі Жидачівського району Львівської області. У 1918—1919 рр. отець Теліщук був військовим капеланом Української галицької армії. У 1921 році Львівською єпископською консисторією назначений парохом у сіл Потік і Залип'я.
Тут він продовжує культурно-просвітницьку роботу і цим здобуває собі велику пошану не тільки серед інтелігенції, але й серед селянських мас, бо його промови і виступи були полум'яними та національно-патріотичними. Він невтомно викривав завойовників, які грабували український народ. За те його не любила польська адміністрація і він тричі був арештований і засуджений на різні строки ув'язнення від двох тижнів до двох років. Міру покарання відбував у тюрмах Львова, Бережан і Дрогобича.
Причиною третього арешту послужив інцидент з таємною польською поліцією. Польська прокуратура порушила проти священника кримінальну справу за підбурювання людей проти влади, на судове засідання нікого не допускали. З тюрми повернувся влітку 1939 року.
З приходом німецької окупації він першим проявляє ініціативу в наведенні порядку в районі, бо деякий час Рогатин залишався без влади. Українська Національна Рада, яка була утворена у Львові, призначає Дениса Теліщука головою повітової управи на Рогатинщині. Тут він активно взявся за доручену ділянку роботи, хоч головою працював один місяць. За цей короткий час зумів створити 106 сільських і міських староств, сформував керівний склад міста Рогатина.
Проте Теліщук відмовився виконати наказ нової влади на досить високий, непосильний окнтингент здачі зубіжжя та худоби. Внаслідок відмови до його резиденції в село Потік приїжджає Гестапо з так званою шуцполіцією (охоронна поліція), але не заставши його вдома, тяжко побили його вагітну дочку Меланію. Через деякий час Дениса Теліщука все ж таки арештували і забрали до Тернополя, де його чекав розстріл. Але вдалося буквально чудом його врятувати.
У сім'ї Дениса Теліщука було восьмеро дітей: три сини і п'ять дочок. Трагічна доля спіткала трьох синів отця Дениса. Наймолодший Зеновій у 1938 році добровільно йшов допомагати Закарпатській Україні встановлювати свою державність, але був схоплений польськими прикордонниками і опинився в Дрогобицькій тюрмі, де й загинув. Другий син, Омелян, студент теології, влився в похідні групи молодих українських патріотів, які несли ідею національної свободи. Через невідомі обставини поклав свою голову на Східній Україні. Така сама доля спіткала й найстаршого сина, Володимира. У 1942 році польська підпільна військова організація «Армія Крайова» підступно вбила його на квартирі у Львові. Він згуртував групу різьбярів, які різьбили портрети Шевченка, Франка, хрести, тризуби тощо.
13 квітня 1945 року отця Дениса Теліщука арештували органи НКВС і відправили до Станіславської тюрми, заборонивши рідним зустрічі з ним. Його звинуватили в українському націоналізмі, за діяльність на посаді голови повітової управи, за націоналістичний виступ у вересні 1941 року під час освячення могили померлим героям, за публікацію статті в газеті «Рогатинське слово» про звільнення Києва від більшовиків, за те, що на автомобілі, на якому він їздив, був намальований тризуб і майорів синьо-жовтий прапорець.
Кримінальну справу по звинуваченню Дениса Теліщука розглядав на закритому судовому засіданні військовий трибунал військ МВС Станіславської області 21 серпня 1945 року. У вироку, зокрема, говорилося, що «Теліщук Денис Микитович звинувачується по ст. 54-1-А КК УРСР і позбавляється волі строком на 10 років з відбуттям міри покарання у виправно-трудових колоніях суворого режиму з конфіскацією особистого майна та позбавлення прав на 5 років».

## ГУЛАГ
Дениса Теліщука після суду в Станіславі відправили в Мордовську АРСР, Добровлаг МВС, станція Потьма (Зубово-Полянського району). Через важку фізичну працю став інвалідом. Тривалий час лікувався. Останні відомості про перебування в лікарні: 30 листопада 1949 року. Помер Денис Теліщук 28 січня 1952 року, про що свідчить довідка, видана санітарним відділом Добровлагера МВС.